# ارتباطات اقلیمی

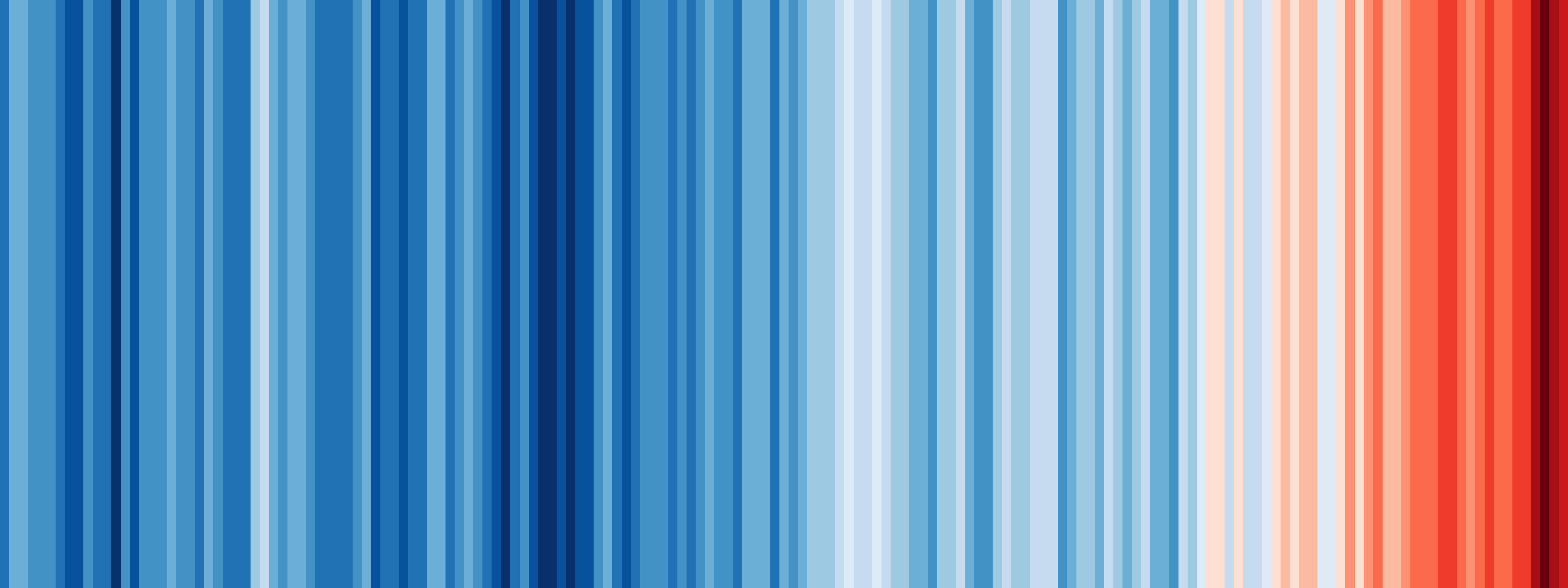
گرافیک راه‌راه گرم شدن اد هاوکینز گرم شدن کره زمین را از سال ۱۸۵۰ به عنوان مجموعه‌ای از نوارهای رنگی به تصویر می‌کشد که عمداً بدون نماد علمی است تا برای غیردانشمندان به سرعت قابل درک باشد. (= سرد) با گذشت زمان به (= گرم) تبدیل می‌شود.

ارتباطات آب و هوایی (به انگلیسی: Climate communication) یا ارتباطات تغییر آب و هوایی، حوزه‌ای از ارتباطات زیست‌محیطی و ارتباطات علمی است که بر علل، ماهیت و پیامدهای تغییر آب و هوایی انسان‌زاد متمرکز است.

#### تغییر رفتار
از آنجایی که بیشتر ارتباطات آب و هوایی بر درگیر کردن اقدامات عمومی گسترده متمرکز است، بسیاری از مطالعات بر روی تأثیرگذاری بر تغییر رفتار متمرکز شده‌اند. به‌طور معمول، ارتباط مؤثر آب و هوایی دارای سه بخش است: شناختی، عاطفی و جذابیت مبتنی بر مکان.

## تاریخچه
محقق امی ای. چادویک، میگوید که ارتباطات تغییرات اقلیمی به عنوان یک حوزه جدید پژوهشی به طور واقعی در دهه ۱۹۹۰ ظهور کرد. در اواخر دهه ۸۰ و اوایل دهه ۹۰، تحقیقات در کشورهای توسعه‌یافته مانند ایالات متحده، نیوزیلند و سوئد بیشتر به مطالعه ادراک و فهم عموم از علم، مدل‌ها و خطرات تغییرات اقلیمی و هدایت توسعه بیشتر استراتژی‌های مرتبط پرداخته میشد.